# Pavel Blažek
Pavel Blažek, né le 8 avril 1969 à Brno, est un homme politique tchèque, membre du Parti démocratique civique (ODS). De 2012 à 2013 puis de 2021 à 2025, il est ministre de la Justice.

## Biographie

### Formation et carrière
Il obtient une maîtrise de droit en 1992 à l'université Masaryk, puis un doctorat quatre ans plus tard. Un temps chargé de travaux dirigés en droit administratif, il est ensuite avocat à Brno.

### Engagement politique
Il remporte son premier mandat électif en 1998, comme membre du conseil du quartier de Brno-Centre. Porté, en 2002, à la présidence de la section de l'ODS de Brno, il devient vice-président du parti le 20 juin 2010. Il échoue, après les élections municipales des 15 et 16 octobre suivants, à être élu maire de Brno.
Le 3 juillet 2012, il est nommé ministre de la Justice dans le gouvernement de Petr Nečas, en remplacement de Jiří Pospíšil. Le 10 juillet 2013, l'indépendante Marie Benešová le remplace.
Le 17 décembre 2021, il revient au ministère dans le gouvernement de Petr Fiala, remplaçant Marie Benešová.
Fin mai 2025, il démissionne après avoir reçu l'équivalent de 40 millions d’euros en bitcoins d'un criminel. Ses services ministériels avaient en effet reçu « gratuitement » cette somme de Tomas Jirikovsky, condamné pour trafic de drogue.